# Blaž Matek
Blaž Matek [bláž mátek], slovenski matematik, * 3. februar 1852, Gornji Grad, † 29. januar 1910, Maribor.
Matek je sam ali v soavtorstvu napisal več učbenikov. Njegova bibliografija obsega 16 zapisov.
Pokopan je bil na starem mestnem pokopališču pri Ljudskem vrtu. Ko je Mestna občina Maribor leta 1940 to pokopališče dokončno zaprla, je organizirala njegovo ekshumacijo (tako kot tudi ekshumacijo drugih zaslužnih mož, ki jih niso ekshumirali svojci) in pokop njegovih telesnih ostankov v novi skupni grobnici zaslužnih mož v arkadah frančiškanskega pokopališča na Pobrežju.

## Izbrana dela
- Aritmetika in algebra za višje razrede realk (COBISS)
- Aritmetika in algebra za srednje in višje gimnazijske razrede (COBISS)
- Geometrija za nižje gimnazije. Del 1 (COBISS)